# Ismaïl Aissati
Ismaïl Aissati né le 16 août 1988 à Utrecht (Pays-Bas) est un footballeur international marocain évoluant au poste de milieu terrain au Denizlispor. Il compte 2 sélections avec l'équipe du Maroc. Il possède également la nationalité néerlandaise.

## Carrière

### PSV Eindhoven
Né de parents marocains, Ismail Aissati est repéré très jeune dans les rues d'Utrecht par le centre de formation du PSV Eindhoven, il est alors formé là bas aux côtés de son ami Ibrahim Afellay, il y joue au total 64 matchs toutes compétitions confondues. Surdoué du centre de formation, il devient un joueur pro extrêmement précoce, il fait quelques apparitions en Eredivisie à l'âge de 16 ans lors de la saison 2005-2006, il s'impose dans le groupe pro aux côtés des Johann Vogel, Phillip Cocu, Mark van Bommel entre autres et fait 26 apparitions et marque également 2 buts. Le 19 octobre 2005, il entre en jeu à la 63e minute contre l'AC Milan, et savoure ses premières minutes en Ligue des champions. Il est le plus jeune joueur du PSV à avoir disputé la Ligue des Champions (Aissati avait 17 ans et 64 jours). Quelques jours plus tard, Guus Hiddink, Cocu ainsi que les médias encense d'éloges Aissati pour ses débuts et pour sa prestation de haute volée.
Lors de la saison 2006-2007, il est prêté une demi-saison au FC Twente en 2007 alors qu'il réclamait du temps de jeu.

### Ajax Amsterdam
Ismail Aissati a ensuite signé, en août 2008, un contrat de 4 ans en faveur de l'Ajax d'Amsterdam. Il était âgé de seulement 20 ans lors de la transaction. Le montant du transfert n'a jamais été communiqué par les deux clubs mais d’après les rumeurs, le montant se situerait entre 4 et 6 millions d’euros. 
Après seulement 9 matchs joués, il subit une grave blessure au genou droit, la blessure l'écarte des terrains pendant de longs mois. Aissati a pendant des années consacré une grande partie de sa carrière à lutter contre les blessures. Le 22 février 2009, il figure parmi le groupe qui affronte le FC Volendam, il rentre dans les 30 dernières minutes encouragé par son entraîneur Van Basten, il provoque la faute qui amène le deuxième but et la victoire l'Ajax Amsterdam (2-1). Quelques jours plus tard, son entraîneur Van Basten dira ainsi : « Je ne sais pas quelle équipe j'alignerai demain, mais une chose est sûre, Aissati sera le premier nom que je mettrai dans mon onze de départ ».
Ismail Aissati jouera également un huitième de finale aller et retour en Coupe UEFA contre l'Olympique de Marseille, le jeune espoirs néerlando-marocain titulaire sur les deux rencontres, réalisa deux prestations pleines et déroutantes pour les Marseillais. Il est ensuite prêté au club de Vitesse où il réalise une bonne saison, de retour à l'Ajax, il est envoyé dans l'équipe réserve avec son coéquipier Mounir El Hamdaoui par l'entraîneur actuel Frank de Boer, pour des raisons de "comportement". Bien qu'il n'entre pas dans les plans de De Boer, il s'entraîne depuis fin novembre avec l'équipe A et a fait 13 apparitions et a marqué deux buts décisifs pour la course au titre notamment face au PSV et Heerenveen. Lors de l'avant dernière journée, l'Ajax est sacré champion et Aissati remporte pour la troisième fois, le championnat des Pays-Bas.

### Antalyaspor
En fin de contrat à l'Ajax, il refuse l'offre de prolongation émise par les dirigeants néerlandais. Pisté par de nombreux clubs étrangers (Villarreal, Vitesse, Sampdoria et Torino), il surprend tout le monde en s’engageant avec le modeste club turc d'Antalyaspor. À la mi-saison, le club nouveau club d'Aissati pointe à la tête du classement avec Galatasaray.

### Sélection
Il joue également dans l'équipe espoirs néerlandaise où il est une pièce importante, En 2006 et 2007, il remporte deux championnats d'Europe espoirs avec notamment Ryan Babel, Royston Drenthe et son coéquipier de l'Ajax Amsterdam Robbert Schilder mais le jeune espoir marocain hésite toujours quant à son choix définitif entre les Lions de l'Atlas et les Oranje malgré les pressions incessantes des médias néerlandais et de son entraîneur Marco van Basten.
Ismail Aissati déclare qu'il donnera son choix sur sa carrière internationale seulement en août, lors de ses 21 ans, il déclare à la presse hollandaise « Qu'il s'agit d'une décision sur l'émotion et non pas fondée sur des raisons sportives », Urby Emanuelson déçu, affirmera les propos de Aissati déclarant qu'il a effectué « un choix de cœur ». Le vendredi 19 novembre 2010, la FIFA lui donne son aval pour qu'il puisse rejoindre les rangs de l'équipe nationale du Maroc. Après deux saisons noires tachées par des blessures à répétitions, le jeune joueur prêté à Vitesse où il réalise une très bonne saison. 
Dans une liste de pré-sélectionnés publié le 25 janvier 2011 par la fédération royale marocaine de football pour affronter le Niger en amical le 11 février 2011, Ismail Aissati y figure sans être pour autant retenu dans la sélection finale. Le 30 juillet 2011, Ismail Aissati figure dans la liste des sélectionnés pour affronter le Sénégal en marge des préparatifs comptant pour les éliminatoires à la CAN 2012, il entre en jeu à la 70e minute et obtient sa première sélection. Il est également rentré en fin de match lors de la rencontre face à la République centrafricaine qui s'est soldé sur le score de 0-0.
| Matches internationaux d'Ismaïl Aissati | Matches internationaux d'Ismaïl Aissati | Matches internationaux d'Ismaïl Aissati                                | Matches internationaux d'Ismaïl Aissati | Matches internationaux d'Ismaïl Aissati | Matches internationaux d'Ismaïl Aissati | Matches internationaux d'Ismaïl Aissati  | Matches internationaux d'Ismaïl Aissati |
| 0                                       | Date                                    | Lieu                                                                   | Adversaire                              | Score                                   | Résultats                               | Compétitions                             |                                         |
| --------------------------------------- | --------------------------------------- | ---------------------------------------------------------------------- | --------------------------------------- | --------------------------------------- | --------------------------------------- | ---------------------------------------- | --------------------------------------- |
| 1                                       | 10 août 2011                            | Stade Léopold-Sédar-Senghor, Dakar, Sénégal                            | Sénégal                                 | —                                       | 0-2                                     | Match amical                             |                                         |
| 2                                       | 4 septembre 2011                        | Complexe sportif Barthélemy Boganda, Bangui, République centrafricaine | Centrafrique                            | —                                       | 0-0                                     | Qualifications à la Coupe d'Afrique 2012 |                                         |

## Statistiques
| Saison      | Club           | Pays       | Championnat        | Coupes Nationales | Coupes d'Europe | Sélections |
| ----------- | -------------- | ---------- | ------------------ | ----------------- | --------------- | ---------- |
| 2005 - 2006 | PSV Eindhoven  | Eredivisie | 18 matchs / 2 buts | 2 matchs          | 6 matchs        | -          |
| 2006 - 2007 | PSV Eindhoven  | Eredivisie | 10 matchs / 1 but  | 3 matchs          | 5 matchs        | -          |
| 2006 - 2007 | FC Twente      | Eredivisie | 14 matchs / 1 but  | 2 matchs          | -               | -          |
| 2007 - 2008 | PSV Eindhoven  | Eredivisie | 16 matchs          | 1 match           | 3 matchs        | -          |
| 2008 - 2009 | Ajax Amsterdam | Eredivisie | 9 matchs / 1 but   | 2 matchs          | -               | -          |
| 2009 - 2010 | Ajax Amsterdam | Eredivisie | 14 matchs / 2 buts | 2 matchs / 2 buts | 3 matchs        | -          |
| 2010 - 2011 | Ajax Amsterdam | Eredivisie | 2 matchs           | -                 | -               | -          |
| 2010 - 2011 | Vitesse Arnhem | Eredivisie | 29 matchs / 4 buts | 3 matchs / 2 buts | -               | 1 match    |
| 2011 - 2012 | Ajax Amsterdam | Eredivisie | 16 matchs / 2 buts | 1 match           | 1 match         | 1 match    |
| 2012 - 2013 | Antalyaspor    | Süperlig   | 13 matchs / 3 buts | 1 match / 1 but   | -               | -          |

## Palmarès
| PSV Eindhoven - Championnat des Pays-Bas (3) : - Champion : 2005-06, 2006-07 et 2007-08. |  | Ajax Amsterdam - Championnat des Pays-Bas (2) : - Champion : 2010-11 et 2011-12. - Coupe des Pays-Bas (1) : - Vainqueur : 2009-10. |  | Denizlispor - Championnat de Turquie de D2 (1) : - Champion : 2018-19. |

### En sélection
Pays-Bas espoirs
- Championnat d'Europe espoirs (2) :
  - Vainqueur : 2006 et 2007.